# Beverly Hills, New South Wales
Beverly Hills este o suburbie în Sydney, Australia.